# Unterseeboot 733
L'Unterseeboot 733 ou U-733 est un sous-marin allemand (U-Boot) de type VIIC utilisé par la Kriegsmarine pendant la Seconde Guerre mondiale.
Le sous-marin fut commandé le 21 novembre 1940 à Dantzig (Schichau-Werke), sa quille fut posée le 13 octobre 1941, il fut lancé le 5 septembre 1942, et mis en service le 14 novembre 1942, sous le commandement de l'Oberleutnant zur See Wilhelm von Trotha.
L'U-733 n'effectua aucune patrouille, par conséquent il n'endommagea ou ne coula aucun navire.
Il fut coulé lors d'une collision avec un navire allemand en avril 1943. Renfloué, il est remis en service et est sabordé en mai 1945.

## Conception
Unterseeboot type VII, l'U-733 avait un déplacement de 769 tonnes en surface et 871 tonnes en plongée. Il avait une longueur totale de 67,10 m, un maître-bau de 6,20 m, une hauteur de 9,60 m et un tirant d'eau de 4,74 m. Le sous-marin était propulsé par deux hélices de 1,23 m, deux moteurs diesel Germaniawerft M6V 40/46 de 6 cylindres en ligne de 1 400 cv à 470 tr/min, produisant un total de 2 060 à 2 350 kW en surface et de deux moteurs électriques AEG GU 460/8–27 de 375 cv à 295 tr/min, produisant un total 550 kW, en plongée. Le sous-marin avait une vitesse en surface de 17,7 nœuds (32,8 km/h) et une vitesse de 7,6 nœuds (14,1 km/h) en plongée. Immergé, il avait un rayon d'action de 80 milles marins (150 km) à 4 nœuds (7,4 km/h; 4,6 milles par heure) et pouvait atteindre une profondeur de 230 m. En surface son rayon d'action était de 8 500 milles nautiques (soit 15 700 km) à 10 nœuds (19 km/h). 
L'U-733 était équipé de cinq tubes lance-torpilles de 53,3 cm (quatre montés à l'avant et un à l'arrière) qui contenait quatorze torpilles. Il était équipé d'un canon de 8,8 cm SK C/35 (220 coups) et d'un canon antiaérien de 20 mm Flak. Il pouvait transporter 26 mines TMA ou 39 mines TMB. Son équipage comprenait 4 officiers et 40 à 56 sous-mariniers.

## Historique
Il reçut sa formation de base au sein de la 8. Unterseebootsflottille jusqu'au 11 mai 1943, il intégra la 21. Unterseebootsflottille comme navire-école jusqu'au 28 février 1945. Il fut ensuite affecté dans la 31. Unterseebootsflottille comme navire d'entrainement jusqu'à la fin de la guerre.
Le 8 avril 1943, le sous-marin coule accidentellement à l'entrée du port de Gotenhafen après une collision avec le vaisseau de patrouille allemand VP 313. Il n'y a pas de victime.
Il est renfloué le 16 avril 1943 et réparé au Schichau-Seebeckwerft à Königsberg. Il reprit le service le 15 décembre 1943.
Le 3 mars 1945, le commandant Hans Hellmann meurt d'un accident à Wesermünde.
Il est sabordé le 5 mai 1945 au fjord de Flensbourg, à la position 54° 48′ N, 9° 49′ E, après avoir été endommagé par les chasseurs américains (XXIX TAC, 9e AF) le 4 mai alors qu'il était avec l'U-393.
L'épave est démolie en 1948.

## Affectations
- 8. Unterseebootsflottille du 14 novembre 1942 au 11 mai 1943 (période de formation).
- 21. Unterseebootsflottille du 15 décembre 1943 au 28 février 1945 (navire-école).
- 31. Unterseebootsflottille du 1er mars 1945 au 5 mai 1945 (période de formation).

## Commandement
- Oberleutnant zur See Wilhelm von Trotha du 14 novembre 1942 au 11 mai 1943.
- Commandement vacant du 12 mai 1943 au 14 décembre 1943.
- Oberleutnant zur See Hans Hellmann du 15 décembre 1943 au 3 mars 1945.
- Oberleutnant zur See Ulrich Hammer du 1er avril 1945 au 5 mai 1945.